# الصديقة السمينة القبيحة
الصديقة السمينة القبيحة (بالإنجليزية: The DUFF) هوَ فيلمٌ كوميدي أمريكي من إخراج آري ساندل وتأليف جوش كاغان. الفيلمُ مبنيّ على كتابٍ يحمل نَفسَ الاسم من تأليف كودي كيبلنغر. تدور أحداثه حول فتاة في السنة الأخيرة من المرحلة الثانوية، تقرر تغير وضعها الاجتماعي بعد أن عرفت أن الطلاب في المدرسة يطلقون عليها لقب (ص. س. ق.) اختصارًا لـ (الصديقة السمينة القبيحة) من وراء ظهرها مقارنًة بصديقاتها الأكثر جمالاً منها. الفيلم من بطولة مي وايتمان وروبي أميل وبيلا ثورن وسكايلر صامويلز، وقد صَدَر في دورِ العرض في 20 فبرير 2015 من توزيع ليونزغيت إنترتاينمنت وCBS Films.

## طاقم العَمل
- مي وايتمان بدور بيانكا بيبر.
- روبي أميل بدور ويسلي رش.
- بيلا ثورن بدور ماديسون مورغان.
- بيانكا سانتوس بدور كاسي كورديرو.
- أليسون جاني بدور السيدة بيبر.
- كين جيونغ بدور السيد آرثر.
- روماني مالكو بدور المدير بوتشنان.
- سكايلر صامويلز بدور جيسيكا.

## روابط خارجية
- الصديقة السمينة القبيحة على موقع IMDb (الإنجليزية)
- الصديقة السمينة القبيحة على موقع ميتاكريتيك (الإنجليزية)
- الصديقة السمينة القبيحة على موقع روتن توميتوز (الإنجليزية)
- الصديقة السمينة القبيحة على موقع نتفليكس (الإنجليزية)
- الصديقة السمينة القبيحة على موقع قاعدة بيانات الأفلام العربية
- الصديقة السمينة القبيحة على موقع ألو سيني (الفرنسية)
- الصديقة السمينة القبيحة على موقع Turner Classic Movies (الإنجليزية)
- الصديقة السمينة القبيحة على موقع أول موفي (الإنجليزية)
- الصديقة السمينة القبيحة على موقع بوكس أوفيس موجو (الإنجليزية)
- الصديقة السمينة القبيحة على موقع فيلمافينيتي (الإسبانية)